# Милан Шијачки
Милан Шијачки (Београд, 26. јул 1903 — Чикаго, 26. јул 1985) био је српски лекар и један од оснивача нишког 43. штаба Југословенске војске у отаџбини.
Шеф болница ЈВуО у Босни 1945.

## Живот
Рођен 26. јула 1903. у Београду где је завршио основну школу и гимназију. Матурирао је у Првој мушкој 1922. године, да би касније започео да студира медицину. Био је ожењен, његова супруга се звала Драгица и са њом је имао две ћерке.

### Долазак у Ниш
Милан је у Ниш дошао 1940. као лекар-интерниста да би обављао прегледе ученика и запослених у Трговачкој школи. Са супругом се сместио у Нишку Бању где је упознао банкарског службеника Драгољуба Црвенића са којим ће сарадњу наставити кроз четнички национални одбор за Јужну Србију. Одлазио је и на састанке Нишког четничког одбора који је водио Драгослав Почековић, чиновник Нишке железничке радионице, Драгослав ће такође постати представник четничког националног одбора. Априлски рат га је затекао у Нишкој амбуланти и након капитулације мора да се крије јер га окупатори траже.

### Нишки штаб
Шијачки добија задатак од Драгољуба Михаиловића за стварање штаба под редним бројем 43, односно Нишког штаба. Шијачки се вратио у Ниш са пуномоћјем из Врховне команде. Михаиловић није био задовољан војном организацијом у Нишу и као помоћ Шијачком послао је капетана Миленка Рељића.

### Уништење штаба
По доласку са Равне Горе Шијачки ствара штаб 43, након формирања штаб су поред њега чинили пешадијски поручник Мирко К. Ћирковић, пешадијски мајор Александар В. Видановић, капетан Будимир С. Рељић, резервни поручник Мирослав М. Зотовић, службеница Олга П. Соколовић а командант постаје капетан Миленко Рељић. Одлуке које је штаб доносио углавном су биле везане за стварање нових штабова и корпуса. Делатност штаба постоји све до 16. јула 1942. када га уништавају партизани. Шијачки је касније писао:
Средином јула 1942, преваром, успело је Сврљишком одреду партизана, вођених Титовим комесаром Милисавом Игњатовићем-Јанком, адвокатским приправником из Великог Крчимира, под командом бугарских комуниста Балканског и Ломског, да уништи готово цео Горски штаб 43 Југословенске војске у Отаџбини, артиљеријског капетана Миленка Рељића. Овом трагедијом, били су уништени сви наши ранији напори, да Равногорски покрет овлада најважнијом стратегијско-политичком раскрсницом Србије и Балкана. Ускоро после тога, Чича ми је наредио, да се са групом, по свом нахођењу одабраних, пребацим из Штаба 110, на Суву Планину и да оданде извршим реорганизацију нашег покрета у нишком крају, као и да омогућим опстанак новог штаба Југословенске војске.
Након уништења овог штаба формира се нови под именом Горски штаб бр. 180. Штаб су створили они који су избегли јулско уништење.

### Одлазак из Ниша
Велики број бораца у јесен 1944, прелази у партизанске редове. Милан Шијачки исте године напушта Ниш и одлази на место управника болнице Шумадијске групе. Са преосталим војницима повлачи се у Босну. Улази у састав Врховне команде као лекар а затим бива распоређен у пропагандно одељење. На Бадњи дан 1945. пише саопштење под називом „Шта треба да радимо“.
Наш живот је заиста веома тежак, али потпуно одговара тежини наше данашње ситуације и задатку коме се свесно жртвујемо. Народ који водимо то не може увек да схвати, а често ни одобри. Али, зато наше вођство-мора бити међусобно много боље везано и објадињено и по могућству свуда једнодушно. Јер на морал и отпор војника, ништа негативније не утиче-него када се међусобно старешине не слажу, већ као што се код нас-међусобним антагонизмом, уништавају све племените намере нашег чиче, са готово редовним штетним личним и општим исходом. Хоћемо ли ићи у сусрет савезницима, или збити наше редове и овладати што јачи једним одређеним простором или њему створити услове под којима ћемо окрепљени сачекати моменат наше конјуктуре...

### Емиграција
Са женом и ћерком је прешао у Аустрију у Салцбург, тамо се налазио логор југословенских ратних заробљника. У логору је радио на стварању Југословенског националног комитета Краљевине Југославије. Пребачен је у логор у Минхену, у западној зони безбедности, ту се оснива „Југословенска колонија“ којој одмах приступа, покреће се и лист „Југословенска отаџбина“. Пролећа 1946. логор се размешта у Ландштул одакле Шијачки одлази у САД. У емиграцији ствара удружење бораца „Дража Михаиловић“ и активно се бори против љотићеваца. Објавио је 1969. дело „Наш пут, историјска разматрања о равногорском покрету и његовим непријатељима“. Умире у Чикагу 26. јула 1985.